# Шерсть (материал)

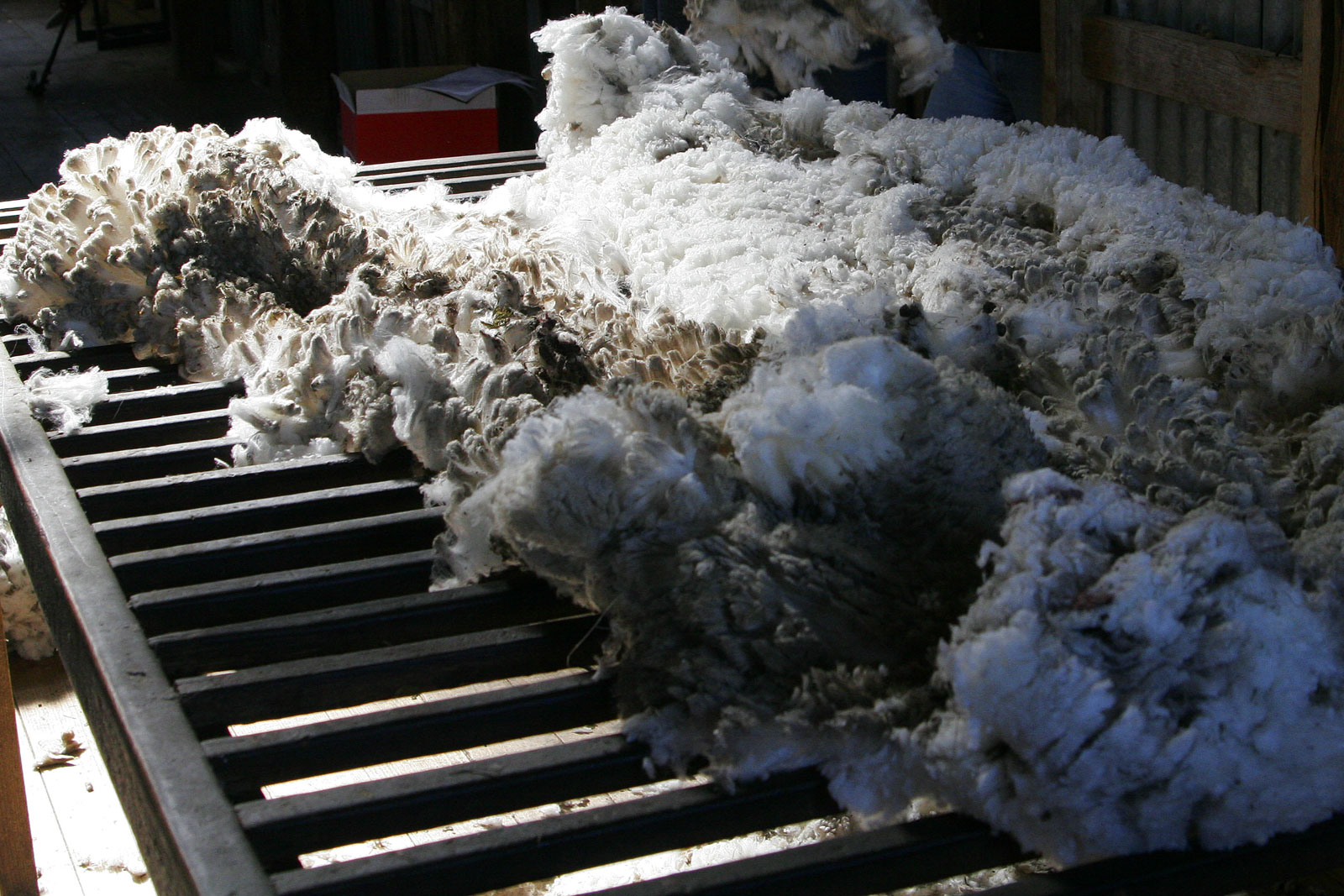
Состриженная шерсть

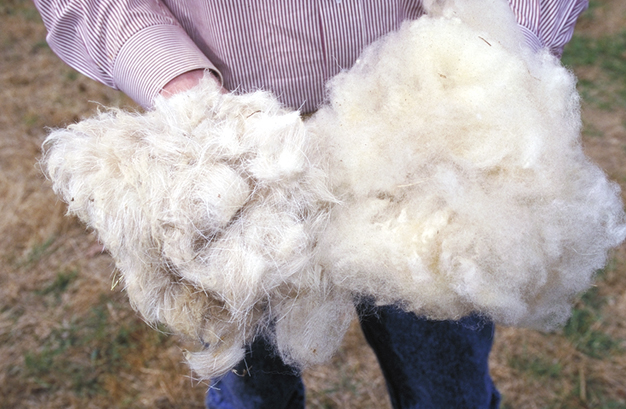
Шерсть с длинными и коротким ворсом

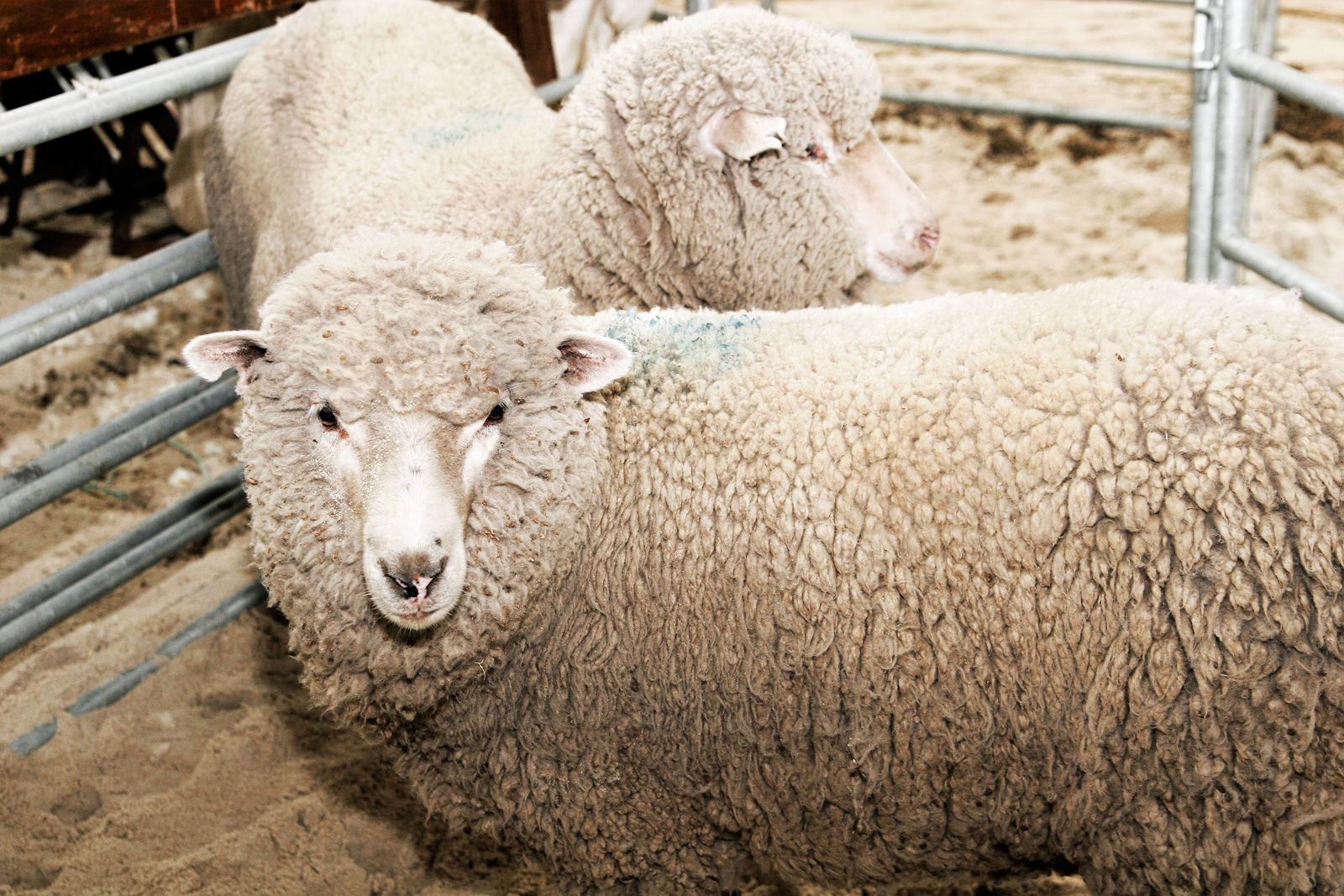
Овца, основной источник шерсти

Шерсть — собранный для переработки волосяной покров животных (овец, коз, верблюдов и других). 
В других источниках указано что Шерсть (ж.) во́лос животного, и ею в общежитии называется связное собрание тонких, мягких, извитых волокон. Основную массу перерабатываемой в промышленности шерсти составляет овечья.

## Виды волокон шерсти
- пух (наиболее ценное тонкое, мягкое извитое волокно)
- переходный волос, ость (более толстое, жёсткое и менее извитое, чем пух, волокно)
- «мёртвый волос» (малопрочный и жёсткий).

## Состав и строение
Одной из главных составных частей шерсти является белок кератин, который содержит большое количество серы.

## Физико-химические свойства волокон
Термостойкость шерсти невысокая: предельная температура сушки 60°С — 70°С; при температуре 100°С — 105°С шерсть теряет влагу, волокно становится жестким и ломким, а при 120°С шерсть желтеет и начинает разлагаться. Шерсть обладает низкой теплопроводностью, поэтому шерстяные ткани отличаются высокими теплозащитными свойствами. При горении шерсть издаёт запах палёных волос.
От извитости шерсти зависят упругость и пористость готовой ткани; овечья шерсть обладает большим упругим удлинением, поэтому она мало мнется и очень эластична; под действием горячей воды растяжимость шерсти сильно повышается — на 25 % — 50 % по сравнению с первоначальной длиной. Гигроскопичность шерсти в нормальных условиях составляет 15 % — 17 %, а в условиях повышенной влажности шерсть поглощает до 40 % влаги, оставаясь сухой на ощупь. Набухшая в воде шерсть после высыхания принимает первоначальную форму, на этом свойстве основаны такие виды обработки шерсти, как декатировка, утюжка, прессовка.
Щёлочь, особенно едкий натр, разрушает волокно шерсти, и изделие становится рыхлым (расползается), поэтому изделия из шерсти рекомендуется стирать нейтральным мылом или специальными синтетическими моющими средствами.
Шерстяные ткани с жирными пятнами можно стирать без мыла в настое горчицы.
Для отбеливания шерсти не следует применять соединения, содержащие хлор, так как от хлора шерсть темнеет, становится жесткой, сильно снижается крепость волокон; шерсть рекомендуется отбеливать перекисью натрия, перборатом натрия, гидросульфитом натрия или ронгалитом в слабокислой среде. Для выведения пятен с шерсти можно применять любые растворители, так как они на волокна шерсти не оказывают отрицательного действия.

## Способы получения
Шерсть от животных получают, как правило, при помощи стрижки, реже — вычёсыванием. Шерсть ангорская, тифтик, мохер, получается с ангорской козы, водится в Малой Азии. Ангора — из шерсти кроликов, кашемир и мохер — из шерсти коз, альпака — из шерсти альпака. Шерсть верблюжья и пух (тальяк), снимается с обыкновенных верблюдов и дромадеров.

## Применение
Из шерсти вырабатывают пряжу — с последующим переделом прежде всего в ткани и трикотаж. Шерстяные ткани, вырабатываемые в основном из овечьей шерсти, в продажу поступают под названиями бобрик, бостон, букле, велюр, габардин, диагональ, драп, коверкот, плюш, ратин, фай, шевиот, шотландка и другая.
Также, из шерсти вырабатывают валяльно-войлочные изделия и другое. На начало XX столетия шерсть рогатого скота, телячья и собачья шла на грубые ткани, ковры, кисти.

## Экономика
За 2017 год международный рынок шерсти оценивался в 4.31 млрд долл. США. Главным экспортером является Австралия, на долю которой приходится более 60% всей проданной на мировом рынке шерсти, далее следуют ЮАР (8,7%), Новая Зеландия (8,5%), Уругвай (2,1%) и Великобритания (1,9%). Главный импортер шерсти - Китай (65%), далее следуют Италия (5,8%), Чехия (4,9%), Индия (4,8%).
Ведущими производителями шерсти являются Австралия, Китай, США и Новая Зеландия